# Stenomalina micans
Stenomalina micans är en stekelart som först beskrevs av Olivier 1813.  Stenomalina micans ingår i släktet Stenomalina och familjen puppglanssteklar. Arten är reproducerande i Sverige. Inga underarter finns listade i Catalogue of Life.